# Викерс F.B.11
Викерс F.B.11 (енгл. Vickers F.B.11) је британски ловачки авион. Први лет авиона је извршен 1916. године. 

Највећа брзина у хоризонталном лету је износила 154 km/h. Размах крила је био 15,5 метара а дужина 13,1 метара. Био је наоружан са два 7,7-мм митраљеза.

## Наоружање
| Наоружање авиона: Викерс       |     |
| Ватрено (стрељачко) наоружање  |     |
| Топ                            |     |
| Митраљез                       |     |
| Број и ознака митраљеза        | 2   |
| Калибар                        | 7,7 |
| Бомбардерско наоружање (бомбе) |     |
| Ракетно наоружање (ракете)     |     |